# Josef Pröll
Josef Pröll (Stockerau, 14 settembre 1968) è un politico austriaco appartenente al Partito Popolare Austriaco.

## Biografia
Sotto Werner Faymann ha ricoperto gli incarichi di Vicecancelliere d'Austria e di Ministro delle finanze dal 2 dicembre 2008 al 21 aprile 2011. Precedentemente è stato Ministro dell'agricoltura dal 28 febbraio 2003 al 2 dicembre 2008 sotto i Cancellieri Wolfgang Schüssel e Alfred Gusenbauer. Il 28 novembre 2008 in occasione del Congresso di Wels è stato nominato Presidente del Partito Popolare Austriaco da un'ampia maggioranza (89,6% dei delegati). Nel marzo 2011 è stato colpito da due trombosi e da un'embolia polmonare. Nel mese di aprile dello stesso anno ha dunque abbandonato ogni incarico politico ed istituzionale ritirandosi a vita privata.
È nipote di Erwin Pröll.